# دي جرايمان
دي جرايمان (D.Gray-man) هو اسم سلسلة مانغا من تأليف ورسوم كاتسرا هوشينو تُنشر في مجلة شونن جامب الأسبوعية, وسلسلة أنمي عُرِضت في قناة تلفزيون طوكيو في اليابان من 3 أكتوبر 2006 إلى 30 سبتمبر 2008.
ابتداءً من أغسطس 2009, يتم نشر سلسلة المانغا في مجلة جامب سكوير.

## مصطلحات هامة
- المنضمة السوداء
- إكسورسيست
- إينوسنس
  - سلاح مضاد للأكوما
  - قلب الإينوسنس
- فايندر
- أكوما
  - المستوى الأول
  - المستوى الثاني
  - المستوى الثالث
  - المستوى الرابع
- قبيلة نوا
- مركب نوا
- النوا الرابع عشر

## الشخصيات

### المنضمة السوداء

#### الإكسورسيست
- ألن والكر
  - تيمكانبي
- لينالي لي
- لافي
- يو كاندا
- ميراندا لوتو
- أريستار كروري الثالث
- بوكمان
- ديشا باري
- نويز ماري
- سومان دارك
- شاوجي هان
- تيموثي هيرست

#### أفراد قاعدة المنضمة السوداء
- كوموي لي
- ريفر وينهام
- تاب دوب
- رقم 65
- جوني جيل
- جيري
- مالكوم سي. لوفيرييه
- هاورد لينك

#### أفراد فرع آسيا
- باك شان
- فو
- سامو هان وون
- لو فا
- ليكيه
- شيفو

#### القادة
- كروس ماريان
- كيفن ييجر
- فروا تييدول
- كلاود ناين
- وينترز سوكارو

### إيرل الألفية
- ليلو

#### قبيلة نوا
- تيكي ميك
  - سيل لولون
- رود كاميلوت
- لولو-بيل
- ديفيت وجاسديرو
  - جاسديفي
- سكين بوليك

### آخرون
- مانا والكر
- كومورين
- إليادي
- أنيتا
- ماهوجا
- تشوميسكي
- شيريل كاميلوت

## طاقم إنتاج الأنمي
- الإخراج: أوسامو نابيشيما
- تأليف النص الرئيسي: ريكو يوشيدا
- تصميم الشخصيات: هيديوكي موريوكا
- تصميم الميكانيكيات: ياسهيرو موريكي
- الإخراج الفني: تورو كوغا
- الموسيقى: كاورو وادا
- إنتاج الموسيقى: أنيبليكس
- إخراج الصوت: تورو ناكانو
- إنتاج الرسوم المتحركة: طوكيو موفي شينشا
- إنتاج: تلفزيون طوكيو، دنتسو

## وصلات خارجية
- دي جرايمان على موقع ANN manga (الإنجليزية)